# Cantó de Fameck
El cantó de Fameck és un cantó francès del departament del Mosel·la, situat al districte de Thionville-Oest. Té 3 municipis i el cap és Fameck.

## Municipis
- Fameck (Felmer)
- Mondelange
- Richemont

## Història
| Data d'elecció                           | Identitat       | Partit | Qualitat |
| ---------------------------------------- | --------------- | ------ | -------- |
| 1982-1976                                | M. Quinqueton   | PS     |          |
| 1985-1992                                | Marcel Wendling | RPR    |          |
| 1992-2002                                | Michel Liebgott | PS     |          |
| 2002-2008                                | Gérard Lamm     | PS     |          |
| 2008-                                    | Clément Arnould | PS     |          |
| les dades anteriors no són pas conegudes |                 |        |          |
|                                          |                 |        |          |

## Demografia
| A partir de 1990: Població sense dobles comptes |